# Kőhíd (Jászberény)
A Kőhíd Jászberény legrégibb állandó és mindmáig fennálló hídja a Zagyva fölött. Eredeti formajában 1806-ra készült el, azóta azonban többször átalakították.
A 18. század folyamán város belterületén a Zagyván és a vízfolyások felett több hidat is emeltek, 1801-ben már 11 kő- és 18 fahidat említettek. A Nagytemplom közelében kezdetben felépülő fahídon a 19. század elejére annyira megnövekedett a forgalom, hogy az gyakori felújításra szorult, ebből kifolyólag 1802-ben a város közgyűlése úgy határozott, hogy kőből építteti újra a hidat, amelyet a Jászkun Kerület is támogatott. Az építkezés azonban csak három évvel később, 1805-ben indult meg Rábl Károly vezetésével. Gyöngyössolymosi kőből emelték a négynyílású, szépvonalú hidat, amelynek tengelye észak-dél irányú, az íveinek távolsága pedig 6,65 - 7,65 - 7, 65 -  6, 65 méter. A híd eredeti teljes hossza 39 méter volt. A 20. század elején a megnövekvő gépjárműforgalom - tudniillik nem fért el egymás mellett két gépkocsi -  miatt a hidat átépítették, melynek terveit 1929-ben Köröskényi Jenő városi főmérnök készítette el.
A felújítást követően teljesen megváltozott a híd történelmi arculata. Azonban a kő mellé felhúzott gyalogjárdák már 1932-ben életveszélyessé váltak, mert az átépítés folyamán nem fordítottak elég figyelmet a rozsda elleni védelemre. Az ekkor elfogadott felújítási terv szerint a híd közel két méterrel lett szélesebb, a gyalogjárdát pedig magasabbra helyezték, mint az úttestet. Ekkor távolították el a járdaszéli vastag kőfalat is. 1944. november 15-én a visszavonuló német katonák felrobbantották a hidat. A közlekedés mihamarabbi helyreállítása végett a megsérült negyedik boltívet törmelékkel töltötték fel. Ezt a boltívet a mai napig nem bontották ki a folyamatos felújítások során. 1947 tavaszán fogtak a híd komolyabb felújításába, amely közel negyven évig szolgálta a város közösségét. A kőhíd az 1960-as években műemlék jellegű megjelöléssel került jegyzékbe, mivel a többszöri átépítés miatt elvesztette 19. századi arculatát.
1984-ben korabeli ábrázolásokat felhasználva igyekeztek felújítani a Nagykőhidat. Például a pilléreket faragott terméskővel burkolták. A vaskos mellvédek miatt azonban az egypályaszélességű hídon nehézkes volt a gépjárművekkel való közlekedés, a magas járdára is igen nehéz volt gyalogosan fellépni.
Egy európai uniós pályázatnak köszönhetően 2010-ben kezdődött el a kőhíd felújításának egy újabb állomása. 2011. augusztus 12-én, a Csángó Fesztivál alkalmával került sor a híd ünnepélyes átadására, amelynek középső ívére Jászberény faragott kőcímere is látható.

## Lásd még
- Artézi gőz- és kádfürdő (Jászberény)